# Прва чехословачка република
Прва чехословачка република, званично Чехословачка Република (чеш. Československá republika, слч. Československá republika), је бивша средњоевропска држава, која је створена у јесен 1918. године, а постојала је до јесени 1938. године, када је путем уставног преуређења трансформисана у Чешко-Словачку Републику. 
Била је организована као уставна и парламентарна република, са јаком централном влашћу и различитим степенима самоуправе у историјским областима (Чешке земље, Словачка и Поткарпатска Русија). Главни град је био Праг. 
Настала је 1918. године, као заједничка држава два народа, Чеха и Словака, којима су се 1919. године прикључили и поткарпатски Русини. Формирана је на историјским територијама поменутих народа, у областима које су претходно биле у саставу Аустроугарске монархије, с тим што су чешке области припадале аустријском делу монархије (Бохемија, Моравска и Аустријска Шлезија), док су преостале области припадале угарском делу монархије (жупаније са словачким и русинским становништвом). 
Током јесени 1938. године, држава је запала у озбиљну политичку кризу, која је била изазвана наметањем Минхенског споразума од 30. септембра (1938). Тим споразумом, Судетска област (у којој је већину становништва чинила немачка мањина) предата је нацистичкој Немачкој. Недуго потом, по одлукама Прве бечке арбитраже (2. новембар), јужни делови Словачке и Поткарпатске Русије предати су Мађарској. Мањи део Шлезије препуштен је суседној Пољској. Услед ових губитака и све дубље политичке кризе, извршено је преуређење државе, путем доношења уставних закона од 22. новембра (1938), чиме је створена Друга чехословачка република, која је добила назив: Чешко-Словачка Република.

## Историја
Прва Чехословачка република настаје у моменту колапса Аустро-угарске Монархије, у октобру 1918. године. Настаје на основу Питсбуршког споразума из маја 1918. године и Декларације о независности Чехословачке, коју су у Вашингтону створила такозвана три оца Чехословачке нације: Томаш Масарик, Милан Растислав Штефаник и Едвард Бенеш, а прогласили је у Паризу и Прагу 18. односно 28. октобра 1918. године. Декларацију о независности написао је Чешки Комитет у избеглиштву, који је признањем сила Антанте постао Чешко веће. Словачки народ ће се прихватити одредбе Декларације кроз своју Декларацију у Липтовски Свати Микулашу, 1. маја 1918. године, креирану од стране Вавро Сробара, којом се захтевао самоопредељење за све нације које су биле мањинске у Аустро-Угарској монархији, укључујући и Мађаре на просторима Чехословачке. Већ 24. маја исте године, на састанку Словачке националне странке у Турцијански Свати Мартину, проглашена је "смрт хиљадугодишњег брака Словака и Мађара" . На истом месту, Словачко национално веће 30. октобра 1918. године ће одлучити о припајању Словака новој републици.
Границе нове републике су утврђене на Париској мировној конференцији 18. јануара 1919. године, а донете су нешто касније, Споразумом у Сен Жермену 10. септембра 1919 и Тријанонским споразумом са Мађарском 4. јуна 2020. године. Париским мировним споразумом су прихваћени скоро сви захтеви Чехословачке, сем коридора са Југославијом. 
Прва влада Чехословачке је установљена у новембру 1918. године, када је проглашена република, а са власти уклоњени Хабзбурговци. За првог председника Чехословачке републике је проглашен Масарик. 
У првој влади, доминирале су чешке националне партије и само мање од петине су били представници словачке нације, што се објашњава другачијим системом владања над овим територијама у Аустро-угарској Монархији и нерепрезентативношћу словачке мањине у мађарским органима власти. Такође, приметно је и потпуно изостављање мађарске и немачке мањине из чехословачких власти, услед негативног мишљења о њиховој лојалности према новој држави. 
Први Устав Чехословачке републике је донет 29. фебруара 1920. године. Прва Скупштина је била дводомна, са сенатом од 150 чланова, који се бирао на сваких осам година и Посланичког дома са 300 чланова који су се бирали на шест година. Први избори, на којем су могле да учествују и жене и да буду биране, одржани су у у априлу исте године, а Масарик је изабран за председника 27. маја 1920. године.
Политичку стабилност Прве Чехословачке републике осигурало је и то што је Масарик остао председник све до повлачења са сцене усред болести у децембру 1935. године а као наследника је изабрао Едварда Бенеша, који је до тад водио успешну спољну политику Чехословачке која је достигла велики међународни углед. 
Под Чехословачком, у Братислави су отворени Матица Словачка, највећа културна институција Словака, која је била забрањена од 1875. године, и отворен је први словачки универзитет, који ће понети име Комениус. 
Услед централизоване чехословачке политике, дошло је до раста незадовољства код свих мањинских народа, укључујући и Словаке и основано је неколико националистичких партија са главним циљем остваривања шире аутономије у оквиру Чехословачке. Тако се у Словачкој јавља крајње десничарска Словачка народна партија, коју ће основати Андреј Хлинка а убрзо преузети Јозеф Тисо, и која ће бити на власти током периода нацистичке сателитске прве Словачке Републике (1939-1945). 
Од 1928. године, Чехословачка је, у покушају децентрализације подељена у четири области (чешки: země, словачки: krajiny), а то су биле: Бохемија (ужа Чешка), Моравска-Шлезија, Словачка и Поткарпатска Русија. Националне мањине су добиле право на оснивање својих образовних институција и коришћење свог језика у областима и покрајинама где су представљале преко 20% становништва. Упркос подели на четири области, већински законодавни процеси су и даље остали у Прагу. 
Највећи проблем је изазван наглим растом нацистичке идеологије у суседној Немачкој и постављањем Адолфа Хитлера за канцелара. Велика немачка мањина у Чехословачкој је почела са све чешћим захтевима за аутономију, тврдећи да су потлачени под чехословачком влашћу. Основана је Партија судетских Немаца (Sudetendeutsche Partei - SdP) која је била под директним утицајем Нацистичке Немачке,и који су доживели огроман успех на парламентарним изборима 1935. године, када је за њих гласало преко 2/3 судетских Немаца. Након Аншлуса Аустрије 1938. године, Адолф Хитлер се окренуо ка анексији Судета, и у септембру је основан  Sudetendeutsches Freikorps, парамилитарна организација која је заменила дотадашње структуре власти у Судетској области и која је тренирана у Нацистичкој Немачкој. Упадима у Судетску област, изазвали су реакцију председника Бенеша и покушајем успостављања војне управе у Судетској области. Бенеш је био спреман и за оружани сукоб, али је под притиском западних сила, пре свега Велике Британије и Француске, које нису биле спремне за рат, Чехословачка била принуђена да прихвати одредбе Минхенског споразума, којим су Судетске области анексиране од стране Нацистичке Немачке. Истим споразумом, Мађарска је анектирала јужне делове Словачке са већински мађарским становништвом, као и пограничнеи делове Поткарпатске Русије, са градовима Ужгород и Мукачево. Пољској је припала једна покрајина Шлезије која је имала половично пољско и чешко становништво.
У процесу поништавања потписаних мировних уговора, у словачком делу републике је ојачао сепаратистички покрет који је на крају довео до потпуног слома  Друге Чехословачке Републике и стварања сателитске прве словачке републике и једне од највећих мрља у западноевропској спољашњој политици. 

## Економија
Након оснивања државе, Чехословачка се сусрела са финансијским потешкоћама као и већина држава наследница Аустро-Угарске монархије, услед огромне инфлације старе аустријске круне. До 1922. године, установљена је и стабилизована нова чехословачка круна али су уведене строге дефлацијске мере, које су биле изузетно непопуларне и довеле су до раста незапослености, али су успешно сачувале чехословачку привреду од најгорих последица хиперинфлације у суседној Аустрији и Немачкој 1923. године.
Сама територија државе није претрпела већа ратна оштећења и била су богата минералним рудама и развијеном индустријом као и богатим плодним равницама у Словачкој. Сматра се да је између 70% и 90% аустроугарске производње шећера, стакла, текстила, керамике, али и хемијске индустрије управо било на територији Чехословачке, као и добар део рударске и других индустрија. Постојао је дубоки јаз између индустријских чешких територија и првенствено пољопривредних словачких простора, а самим тим је постојао и дисбаланс у богатству ова два простора. 
Почетком априла 1919. године, донет је закон о експропијацији земљишта, којим је редистрибуирано земљиште богатих власника из предратног периода, који су смели да задрже максимум 500 хектара земљишта уз одштету, која није обухватила чланове Хабзбуршке монархије, непријатеље државе и оне који су починили злочине против чехословачке нације током рата. Предност у добијању земљишта имали су војници и повратници из иностранства. 
Већ у децембру 1918. године, донет је закон који је увео осмочасовно радно време. У јулу 1920. године у потпуности је забрањен рад деци испод 14. година, а тешки физички послови дечацима испод 16. година и девојчицама испод 18. година. Млађи испод 16. година и женама је био забрањен рад у опасним индустријама, као што је рударство. 
Почев од 1924. године, сви запослени су имали обавезно плаћено здравствено осигурање, а радници на боловању нису смели бити отпуштени. Осигуран је и одлазак у пензију након 65 година старости или 35 година рада, са просечно пола месечног примања. 
Под Уставом Прве чехословачке републике, сваки вид дискриминације жена је био забрањен, и имале су право гласа и избора у националну Скупштину. Имале су право на образовање, укључујући и универзитетско образовање и могућност запошљавања у државној администрацији. Почев од 1930. године, законом је установљено да једна трећина судија на свим нивоима би требало да буду жене. 

## Становништво
| Региони                | "Чехословаци" (Чеси и Словаци) | Немци    | Мађари | Русини | Јевреји | Други  | Укупно   |
| ---------------------- | ------------------------------ | -------- | ------ | ------ | ------- | ------ | -------- |
| Бохемија               | 4382788                        | 2173239  | 5476   | 2007   | 11251   | 93757  | 6668518  |
| Моравска               | 2048426                        | 547604   | 534    | 976    | 15335   | 46448  | 2649323  |
| Шлезија                | 296194                         | 252365   | 94     | 338    | 3681    | 49530  | 602202   |
| Словачка               | 2013792                        | 139900   | 637183 | 85644  | 70529   | 42313  | 2989361  |
| Поткарпатска Русија    | 19737                          | 10460    | 102144 | 372884 | 80059   | 6760   | 592044   |
| Чехословачка Република | 8760937                        | 31235688 | 745431 | 461849 | 180855  | 238080 | 13410750 |